# Nekkar
Nekkar (β Boo / β Bootis / 42 Bootis) es una estrella en la constelación de Bootes, el pastor de bueyes. Aun teniendo la denominación de Bayer «Beta», es sólo la sexta más brillante de la constelación con magnitud aparente +3,49. Se encuentra a 219 años luz de distancia del sistema solar.

## Nombre
El nombre de Nekkar es de origen árabe y significa, en alusión al conjunto de la constelación, «el que conduce los bueyes».
Otras denominaciones que recibe esta estrella son Merez y Meres.
Junto a Seginus (γ Bootis), δ Bootis y Alkalurops (μ Bootis) formaba el trapecio Al Dhiʼbah, «las lobas» o Las hienas, asterismo árabe anterior a la adopción de la constelación griega.
En China recibía los nombres de Chaou Yaou o Teaou, términos que significan «hacer señas» o «mover».

## Características físicas
Nekkar es una gigante amarilla de tipo espectral G8 III y 4950 K de temperatura que brilla con una luminosidad 190 veces mayor que la del Sol. Sus características son similares a las de Vindemiatrix (ε Virginis) y δ Bootis, aunque su luminosidad es más del doble de cualquiera de ellas. Su radio es 19 veces mayor que el radio solar.
Estos parámetros sugieren que su masa es ligeramente superior a tres masas solares y tiene una edad en torno a 350 millones de años.
Nekkar es una fuente de rayos X y presenta una actividad similar a la del Sol, a pesar de tener una velocidad de rotación muy lenta. En 1993, el satélite ROSAT detectó una erupción de 10 minutos en la superficie de la estrella, cuya intensidad fue varias veces mayor que una erupción solar. Es la única estrella gigante y sin compañera que muestra este comportamiento. Además es una estrella de bario «leve», un tipo de estrellas ricas en bario y otros elementos cuyo origen se atribuye a una acompañante que evolucionó antes y ahora se ha convertido en una enana blanca. Sin embargo, en el caso de Nekkar no existe evidencia de que la posible acompañante exista.